# SACI-2
O Satélite de Aplicações Científicas 2 ou SACI-2 foi um microssatélite de aplicações científicas, projetado, desenvolvido, construído e testado por técnicos, engenheiros e cientistas brasileiros trabalhando no INPE.
O SACI-2 foi lançado em 11 de dezembro de 1999, a partir do Centro de Lançamento de Alcântara por intermédio de um foguete VLS.

## Características
Os satélites "SACI" são compostos por uma plataforma multimissão e por um conjunto de experimentos que constitui a carga útil. Esses satélites contaram com a cooperação de diversas instituições brasileiras e estrangeiras.

### Instrumentos
O satélite científico SACI-2 carregava quatro instrumentos científicos:
- PLASMEX
- MAGNEX
- OCRAS
- PHOTO

### Suprimento de energia
- Células solares: Arseneto de Gálio (AsGa)
- Dimensões: 3 painéis de 57 x 44 cm
- Eficiência: 19%
- Potência gerada: 150W
- Células da Bateria de Níquel Cádmio (NiCd)
- Tensão elétrica: 1,4V
- Capacidade: 4,5 Ah

- Taxa de telecomando: 19,2 kbps
- Taxa de transmissão: 500 kbps
- Antenas de bordo: 2 de transmissão e 2 de recepção, tipo Microstrip
- Frequência de operação telemetria/telecomando: 2,250 GHz/2,028 GHz
- Antena de recepção em Solo: 3,4 m de diâmetro

## Missão
Devido a uma falha no segundo estágio do veículo lançador, o foguete precisou ser destruído por rádio comando 200 segundos depois do lançamento, com a consequente perda da carga útil.